# Saku (Estônia)
Saku (em estoniano:  Saku vald) é um município rural estoniano localizado na região de Harjumaa.